# 矮甲鯰科
矮甲鯰科是輻鰭魚綱鯰形目的其中一科。其下僅有一屬，即矮甲鯰屬。
- 貝利氏矮甲鯰(Scoloplax baileyi)
- 巴氏矮甲鯰（Scoloplax baskini）
- 矮甲鯰（Scoloplax dicra）
- 南美矮甲鯰（Scoloplax distolothrix）
- 長項矮甲鯰（Scoloplax dolicholophia）
- 亞馬遜矮甲鯰（Scoloplax empousa）